# Jean-Michel Dubois
Pour les articles homonymes, voir Dubois.
Jean-Michel Dubois, né le 27 août 1943 à Enghien-les-Bains dans le Val-d'Oise et décédé le 20 février 2025, est un homme politique français.
D'abord membre du RPR, il mène l'essentiel de son parcours au sein du Front national, auquel il adhère en 1986 et où il occupe différentes fonctions de cadre. Depuis 2018, il est membre du bureau national du parti.
Il est conseiller régional d'Île-de-France de 1986 à 2010, conseiller régional de Haute-Normandie de 2010 à 2015 et de nouveau conseiller régional d'Île-de-France de 2015 à 2021.

## Vie professionnelle et associative
Il effectue ses études supérieures à l'École d'ingénieur Violet ainsi qu'à l'École supérieure d'électromécanique et d'automation (ESEA) et devient ingénieur. Il est plus tard directeur commercial de la société Sperry-Remington Bureautique qu'il rachètera en 1977, et crée son entreprise en 1970. Il reste administrateur d'entreprises dans les domaines de l'équipement et de la signalisation.
Parallèlement, il s'engage dans plusieurs organisations socio-professionnelles. Il est ainsi élu à l'assemblée consulaire de la chambre de commerce et d'industrie de Paris de 1982 à 1997 et devient le président de la commission des sports de cette même chambre. En 1997, il est élu juge consulaire, et de 2004 à 2008, il sera ainsi magistrat au tribunal de commerce de Bobigny, en Seine-Saint-Denis. Il est aussi, un temps, membre du comité de lutte contre le travail clandestin, membre d'une commission départementale des impôts et membre d'un comité départemental de la Prévention routière.
Il s'investit également dans le domaine de l'éducation : il est nommé par décret, conseiller de l'enseignement technologique de l'Académie de Paris, à plusieurs reprises, de 1991 à 2010 (quatrième mandat). Il en devient secrétaire général en juin 2010[réf. nécessaire]. Ses fonctions à la CCIP le conduisent à être administrateur des écoles de commerce HEC et ESCP Europe. Il fut vice-président honoraire de l'École supérieure de négociation commerciale (Negocia) et président honoraire de l'Académie commerciale internationale, une école de commerce appartenant au groupe Negocia. Il fut aussi maître d'apprentissage à la chambre des métiers.
Syndicalement, il adhère au Syndicat national de la petite et moyenne industrie et à la Confédération générale des petites et moyennes entreprises (CGPME) dont il devient le vice-président en Seine-Saint-Denis.

## Parcours politique

### Du Rassemblement pour la République au Front national
Avant d'entrer au Front national, Jean-Michel Dubois est membre du RPR. En 1981, il participe à la création, aux côtés d'Alain Juppé, de Nicole Catala et de Michel Aurillac, du Club 89, un club de réflexion aujourd'hui associé à l'UMP et présidé par Jacques Toubon. Fin 1985, il ne supporte pas que Jacques Chirac cherche à gouverner sous la cohabitation et décide de quitter le RPR. Il rencontre alors Jean-Marie Le Pen et prend la décision de le rejoindre au Front national en 1986.
Pour autant, durant de nombreuses années après son départ, il garde quelques contacts avec le RPR. Il aurait été ainsi le lien du FN avec la droite classique, notamment par l'intermédiaire des anciens ministres de l'Intérieur Robert Pandraud et Charles Pasqua. Selon L'Express, il est en contact permanent avec Jacques Chirac durant la collecte des signatures pour l'élection présidentielle de 2002.
Il devient un proche de Jean-Marie Le Pen, qu'il convie à son mariage en 1987 et avec qui il passe, presque chaque année pendant quinze ans depuis 1989, ses vacances de fin d'année. Au cours de l'un de ces voyages, il lui présente le journaliste Michel Chevalet.
À la fin des années 1980, il est l'un des « grands argentiers » du Front national. Il préside Entreprise moderne et liberté (EML), une structure créée en 1984 par le FN pour institutionnaliser ses liens avec les entreprises. D'après le journaliste Renaud Dély, son important carnet d'adresses lui permet de présenter à Jean-Marie Le Pen plusieurs grands patrons qui apportent des fonds au parti. 
En 1991, il cofonde le cercle Alexis-de-Tocqueville avec Henri Josseran, un ancien de l'Organisation armée secrète (OAS), et Jean-Michel Schoeler, ancien membre du cabinet de Charles Pasqua. L'Humanité présente ce cercle comme « l'une des passerelles entre l'extrême droite lepéniste et la droite dite « classique » ».

### Carrière au Front national
En 1992, il devient secrétaire départemental du Front national dans le Val-d'Oise. En 1994, au congrès du parti au Port-Marly, il se présente à l'élection pour le comité central (le « parlement » du FN), mais ne parvient pas à s'y faire élire. Néanmoins, Jean-Marie Le Pen décide de le coopter au sein du comité, ainsi qu'au bureau politique, l'instance dirigeante du parti. La même année, il prend la tête de la Fédération nationale entreprises modernes et libertés (FNEML), un syndicat de chefs d'entreprises, d'artisans et de commerçants, fondé par André Dufraisse et rattaché au Front national, qui obtiendra dix-huit conseillers aux prud'hommes en 1997 avant invalidation de leur élection. La même année, la FNEML se présente dans les deux tiers des élections aux assemblées consulaires des chambres de commerce et d'industrie dans lesquelles il revendique un score supérieur à 25 %. À la tête de la FNEML, Jean-Michel Dubois, qui dépend du secrétaire général de l'époque Bruno Gollnisch, doit faire face à la concurrence du conseiller régional Yves Dupont, nommé par Bruno Mégret, et chargé de préparer la création d'un syndicat des artisans et commerçants, soit également la mission de Dubois.
En janvier 1998, il est chargé des PME et PMI dans le contre-gouvernement du FN supervisé par Jean-Claude Martinez.
La scission mégrétiste de 1998 accélère son ascension au sein du FN. En 1999, il est nommé par Jean-Marie Le Pen, directeur national des grandes manifestations. Il est notamment chargé d'organiser, avec Yann Le Pen, les fêtes des Bleu-blanc-rouge (BBR) et les traditionnels défilés du 1er mai en l'honneur de Jeanne d'Arc, ainsi que les congrès et les grands meetings du parti. Lors de l'élection européenne de 1999 et des élections présidentielles de 2002 et 2007, il est le trésorier de la campagne du FN. Plus récemment, il est nommé directeur administratif et du personnel du parti et il est le directeur du siège du FN, « le Carré » de Nanterre. Enfin, il est un temps trésorier national adjoint du Front national.
En 1995, il est chargé par le président du FN, de constituer une délégation de cadres du parti pour se rendre en Irak. Il est alors reçu par le vice-premier ministre irakien, Tarek Aziz, et sera reçu à nouveau, selon ses dires, lors de chacun de ses déplacements à Bagdad. Au total, il aura effectué une vingtaine de voyage en Irak. Fin 1995, accompagné de Jany Le Pen, l'épouse de Jean-Marie Le Pen, ils visitent quelques hôpitaux du pays. Selon lui, c'est en rentrant à Paris, horrifiés par la situation sanitaire de l'Irak, qu'ils décident de créer une association, SOS Enfants d'Irak, dont Jean-Michel Dubois sera le secrétaire général et Jany Le Pen assurera la présidence. Depuis lors, cette association vient en aide aux enfants irakiens en leur apportant notamment des soins et des médicaments. D'après l'hebdomadaire L'Express, il faisait également des affaires au cours de ses voyages en Irak. En octobre 2001, Jean-Michel Dubois et Jany Le Pen sont tous deux reçus en audience par le pape Jean-Paul II pour ces actions humanitaires irakiennes. 
Durant l'élection présidentielle de 2007, il est l'un de ceux qui acceptent le plus mal « l'union patriotique » entre Jean-Marie Le Pen et son ancien rival Bruno Mégret. Lors d'un meeting du candidat du Front national au Palais des sports de Paris, Jean-Michel Dubois serait intervenu pour empêcher Bruno Mégret de s'assoir au premier rang, lui cherchant une place au milieu de la salle. Le Parisien rapport qu'il l'aurait alors également qualifié de « petit con ».
En mars 2007, il accompagne l'humoriste Dieudonné et Jany Le Pen lors d'un voyage au Cameroun qui a pour but officiel d'alerter l'opinion publique à l'égard de la situation des Pygmées,. 
En novembre 2007, lors du XIIIe congrès du Front national à Bordeaux, Jean-Michel Dubois arrive en vingt-sixième position à l'élection du comité central du FN, dont les membres sont désignés par les adhérents du parti. Lors du congrès de Tours de janvier 2011, il atteint la quarante-neuvième place, et est reconduit par Marine Le Pen au bureau politique du parti. Peu après, il est confirmé au poste de directeur administratif du Front national, mais n'est plus directeur national des grandes manifestations, ni trésorier national adjoint. Il est par la suite nommé secrétaire national du parti à l'outre-mer. Dans le cadre de la campagne de Marine Le Pen pour l'élection présidentielle de 2012, il se voit confier les postes de trésorier de campagne avec Jean-François Jalkh et de conseiller à l'outre-mer avec Huguette Fatna. Il fait également partie du bureau de campagne.
En 2016/2017, Jean-Michel Dubois assure la fonction de trésorier de la campagne de Marine Le Pen pour l'élection présidentielle.

### Élections
Jean-Michel Dubois a participé à tous les types d'élection depuis son entrée en politique. Il est élu pour la première fois sous l'étiquette Front national en 1986, en Seine-Saint-Denis, lors des élections régionales d'Île-de-France, l'année où il quitte le RPR pour le FN. Aux élections municipales de 1989, il conduit la liste FN dans la ville d'Aulnay-sous-Bois où il rassemble 15,45 % des voix au premier tour et 10,58 % au second. Lors des élections cantonales de 1992, il est le candidat du FN dans le canton de Sarcelles-Nord-Est où il recueille 16,32 % des suffrages derrière les candidats RPR et communiste. La même année, lors des élections régionales il est réélu conseiller régional d'Île-de-France.
C'est à partir de 1993 qu'il s'implante à Enghien-les-Bains. Aux élections législatives de la même année, se présentant dans la sixième circonscription du Val-d'Oise, il rassemble 17,39 % des voix et accède au second tour, lors duquel il obtient 27,81 % des suffrages face au député sortant RPR Jean-Pierre Delalande. Aux élections cantonales de 1994, il se présente dans le canton d'Enghien-les-Bains et y obtient le score de 13,34 % des votes. L'année suivante, il mène la liste de son parti aux élections municipales dans la même ville, rassemblant à peu près la même proportion d'électeurs (13,02 %). Il fait alors son entrée au conseil municipal de la ville.
Réélu conseiller régional d'Île-de-France en 1998 et 2004, il est placé, lors des élections européennes de 2004, en seconde position sur la liste conduite par Marine Le Pen dans la circonscription électorale d'Île-de-France. Aux élections municipales de 2008, il mène la liste « Bien vivre à Enghien en toute sécurité » et recueille 8,59 % des voix. La liste gagnante ayant été élue dès le premier tour, Jean-Michel Dubois conserve son mandat de conseiller municipal.
Le 29 janvier 2009, il est choisi par la commission d'investiture du Front national pour mener la liste de son parti en Île-de-France aux élections européennes en juin de la même année. Sa désignation comme tête de liste est en partie à l'origine du départ du FN de l'essayiste Alain Soral. Celui-ci l'attaque vigoureusement sur son blog, le qualifiant de « débile et bègue ». Jean-Michel Dubois voit dans ces insultes la « marque du dépit de Soral » de ne pas avoir été choisi comme tête de liste, et affirme ne pas porter plainte pour ne pas « lui faire de la publicité ». La liste FN qu'il conduit recueillera 123 199 voix soit 4,40 %, ce qui n'est pas suffisant pour obtenir un élu.
En septembre 2009, il est investi comme tête de liste FN dans le département de l'Eure à l'occasion des élections régionales de 2010. Sa liste ayant recueilli 13,86 % des voix au premier tour et 16,40 % au second, Jean-Michel Dubois devient conseiller régional de Haute-Normandie. Aux élections cantonales de 2011, il se présente dans le canton d'Écos où il réalise au premier tour un score de 23,30 %, en seconde position derrière le conseiller général UMP sortant Michel Jouyet (52,44 %). Au second tour, il recueille 28,30 % des voix face à son adversaire (71,70 %) qui est réélu.
Lors des élections législatives de 2012, il est candidat dans la cinquième circonscription de l'Eure où il obtient au premier tour 20,01 % des suffrages exprimés derrière le député UMP sortant Franck Gilard (32,92 %), ce qui le qualifie pour le duel du second tour. Il recueille alors 39,59 % des voix contre 60,41 % pour son adversaire qui est réélu.
Lors des élections régionales de 2015 en Île-de-France, il est tête de liste du FN dans le Val-d'Oise, et de nouveau élu au conseil régional d'Île-de-France, dont il devient le doyen.
Il est mandataire financier de la liste du RN pour les élections européennes de 2019.

## Détail des mandats et fonctions

### Conseiller régional
- 21 mars 1986 - 26 mars 2010 : conseiller régional d'Île-de-France
  - Vice-président du groupe FN à partir de 1999
  - Administrateur de l'Agence régionale de développement
  - Administrateur de l'Institut d'aménagement et d'urbanisme de la région d'Île-de-France
- 26 mars 2010 - 18 décembre 2015 : conseiller régional de Haute-Normandie
  - Vice président du groupe FN
- du le 18 décembre 2015 au 27 juin 2021: conseiller régional d'Île-de-France

### Conseiller municipal
- mars 1989 - juin 1995 : conseiller municipal d'Aulnay-sous-Bois
- de juin 1995 a juin 2020: conseiller municipal d'Enghien-les-Bains

## Dans la fiction
Dans la bande-dessinée uchronique de François Durpaire et Farid Boudjellal, La Présidente, où Marine Le Pen gagne l’élection présidentielle de 2017, Jean-Michel Dubois devient secrétaire d'État à l'Outre-Mer.